# Liste von Kasernen und weiteren militärischen Einrichtungen in Salzburg
Diese Liste von Kasernen und weiteren militärischen Einrichtungen in Salzburg ist ein Verzeichnis von bestehenden und abgegangenen Kasernen und weiteren militärischen Einrichtungen in Stadt und Land Salzburg.
| Name                                  | Ort                    | Entstehung                                                                       | Bestandszeit als Kaserne                                                  | heutige Nutzung                                                | Bild |
| ------------------------------------- | ---------------------- | -------------------------------------------------------------------------------- | ------------------------------------------------------------------------- | -------------------------------------------------------------- | ---- |
| Bräuhauskaserne                       | Salzburg               | Infanteriekaserne                                                                | 1792–1812                                                                 | danach Fronfeste (Gefängnis), 1907 abgerissen                  |      |
| Franz-Joseph-Kaserne                  | Salzburg               | Infanteriekaserne, erbaut als Nachfolgebau der Alten Türnitz                     | 1846–1945                                                                 | heute Theatrum mit dem Thomas Bernhard Institut des Mozarteums |      |
| Schießplatz Glanegg                   | Grödig-Glanegg         | Schießplatz                                                                      | ab 1907                                                                   | heute Bundesheer-Schießplatz                                   |      |
| Hellbrunner Landwehrkaserne           | Salzburg               | Landwehrkaserne                                                                  | 1897/98                                                                   | ab 1961 Altenheim der Stadt Salzburg                           |      |
| Hofmarstall oder Hofstallkaserne      | Salzburg               | Kavallerie- später auch Artilleriekaserne, erbaut als Hofmarstall                | 1606–1924                                                                 | heute Großes Festspielhaus                                     |      |
| Truppenübungsplatz Hochfilzen         | Hochfilzen             | Truppenübungsplatz                                                               | Artillerieschießplatz 1878–1907                                           | Truppenübungsplatz seit 1939                                   |      |
| Hoher Stock Kaserne                   | Salzburg               | Infanteriekaserne auf der Festung Hohensalzburg                                  | 1818–1914                                                                 | seit 1924 Rainermuseum auf der Festung Hohensalzburg           |      |
| Klausenkaserne                        | Salzburg               | Johann Ernst von Thun erbaute 1695–1697 hier zuerst ein Militärkrankenhaus       | 1813–1918 Nutzung als Kaserne                                             | heute Wohnhaus                                                 |      |
| Krobatinkaserne                       | St. Johann im Pongau   | Infanteriekaserne                                                                | 1936 bis heute                                                            | Bundesheerkaserne                                              |      |
| Lehener Kaserne                       | Salzburg               | Infanteriekaserne                                                                | 1897–99 erbaut bis 1944 Nutzung als Kaserne, dann Flüchtlingsauffanglager | heute Christian-Doppler-Gymnasium und Realgymnasium            |      |
| Militärschwimmschule Leopoldskron     | Salzburg               | Militärschwimmschule                                                             | 1829–1900                                                                 | ab 1912 zivile Badeanstalt, 1944 durch Fliegerbombe zerstört   |      |
| k.k. Exerzierplatz Neuhauserfeld      | Salzburg Neuhauserfeld | Exerzierplatz und Richtplatz                                                     | vor 1830                                                                  | Wohnanlagen Andrä Blüml Straße                                 |      |
| Nonntaler Kaserne                     | Salzburg               | Infanteriekaserne                                                                | 1582–1955                                                                 | Wohnanlage Fürstenallee 21/Nonntaler Hauptstraße 56            |      |
| Rainerkaserne                         | Elsbethen              | Infanteriekaserne                                                                | 1938/40–2012                                                              | Firmen- und Medienzentrale von Red Bull                        |      |
| Riedenburgkaserne                     | Salzburg               | Infanteriekaserne                                                                | 1730–2012                                                                 | 2012 verkauft, Wohnanlage der Wohnbaugenossenschaft GSWB       |      |
| Salzburger Wehrgeschichtliches Museum | Salzburg               | Museum                                                                           | 1996–2014 in der Riedenburgkaserne                                        | ab 2014 in der Schwarzenbergkaserne                            |      |
| Schwarzenbergkaserne                  | Salzburg               | Infanteriekaserne                                                                | 1951 durch die USFA als Camp Roeder gebaut                                | ab 1955 Bundesheerkaserne                                      |      |
| Rochuskaserne                         | Salzburg               | Infanteriekaserne                                                                | 1816–1898                                                                 | 1901 an Stieglbrauerei verkauft                                |      |
| Struberkaserne                        | Salzburg               | Infanteriekaserne                                                                | 1940–1995                                                                 | 2011 abgerissen, Wohnanlage „Freiraum Maxglan“                 |      |
| Strucker-Kaserne                      | Tamsweg                | Infanteriekaserne                                                                | 1986 bis heute                                                            | Bundesheerkaserne                                              |      |
| Alte Thürnitz oder Grieskaserne       | Salzburg               | Infanteriekaserne, erbaut unter Erzbischof Paris Lodron und Erzbischof Graf Thun | 1641                                                                      | 1861/62 abgerissen                                             |      |
| Neue Thürnitz oder Mirabell-Kaserne   | Salzburg               | Infanteriekaserne, erbaut unter Erzbischof Johann Ernst von Thun und Hohenstein  | 1695/1697–1818                                                            | 1818 abgebrannt, 1823 abgerissen                               |      |
| Wallnerkaserne                        | Saalfelden im Pinzgau  | Infanteriekaserne                                                                | 1937 bis heute                                                            | Bundesheerkaserne                                              |      |